# Marianne Farley
Marianne Farley é uma atriz e cineasta canadense. Como reconhecimento, foi nomeado ao Óscar 2019 na categoria de Melhor Curta-metragem por Marguerite.